# Tóth Gábor Ákos
Tóth Gábor Ákos (Budapest, 1955. július 8. –) író, újságíró.

## Élete
1975 és 1979 között a Ho Si Minh Tanárképző Főiskola magyar–történelem szakán tanult. Az első magyar szamizdat „folyóirat”, a Szféra szerkesztője-kiadója (1980–1982, 9 szám, kb. 100 példány). 1984-ben az Örley Társaság alapító tagja. A nyolcvanas évek végén az Irodalmi Levelek füzetsorozat kiadója Farkas Péterrel és Petri Györggyel. Dolgozik fizikai munkásként, később szellemi szabadfoglalkozású lesz, majd korrektor a Napi Világgazdaság című lapnál. A Napi Gazdaságnál 1991–2000 között tördelőszerkesztő, újságíró, szerkesztő. Az ezredfordulótól az Elite Magazin újságírója, rovatvezetője, 2010–2011 között a Trivium Kiadó főszerkesztője, 2012-2022 között a FIX TV produkciós igazgatója.

## Főbb művei
- Szféra-antológia, 1980-1982. Zárójelentés. Dalos György, Farkas Péter, Fráter András, Garaczi László, Hajdu Zsuzsa, Könczöl Csaba, Mezei Péter, Németh Gábor, Petri György, Tóth Gábor írásaiból; s.n., Budapest, 1982 [szamizdat]
- Szökevények. Háttér-regény. (Szépirodalmi, Budapest, 1988)
- Beszélgetéseim a Színésznővel (1989, Móra)
- Nyúltrapp (1990, Garabonciás)
- Mókolók, Revans (1991, Szépirodalmi)
- Tahónia (1991, Móra)
- Majdnem horror (1993, Magvető)
- Szép új másvilág (Két kisregény: A Richard Brautigan-bőrfuvar, Camping Másvilág,1994, Móra)
- A tengervíz sós (társszerző: Tardos Tibor, 1994, AB OVO)
- Isten veled, Havanna! (1996, Dinasztia)
- Hősök gatyában. Ó, azok a nyolcvanas évek... (Trivium, Budapest, 2007)
- Elengedlek végre - Nézzünk szembe a halállal! (2010, Sanoma)
- Nézz szembe a koroddal! - Fel lehet-e készülni az öregségre (2011, Sanoma)
- Édesvízi mediterrán. Kanadai magyar menni Balaton... (XXI. Század, Budapest, 2012)
- Családrobbanás - Elszakadás, válás: fel lehet-e készülni rá? (2013, Publio)
- Szerelmem, Balaton - Édesvízi mediterrán 2. (2014, XXI. Század Kiadó)
- A világ közepén. Édesvízi mediterrán 3. (XXI. Század, Budapest, 2016)
- Ki(ny)írlak (21. Század, Budapest, 2017)
- Végtelen nyár - Édesvízi mediterrán 4. (21. Század, Budapest 2018)
- Forrásvidék (21. Század, Budapest 2019)
- Mindörökké Balaton - Édesvízi mediterrán 5. (21. Század, Budapest 2019)
- A kúthelyi gyémánt - Forrásvidék 2. (21. Század, Budapest, 2020)
- Balatoni Futár (21. Század, Budapest, 2021)
- Balatoni Menedék (21. Század, Budapest, 2022)
- Balatoni örökség (21. Század, Budapest, 2023)
- Törik, nem hajlik (Kalligram, Budapest, 2024)

Hangjátékok (1986-1996):
A patás ördög nemritkán angyal képében jár, Az ismeretlen velencei, Beszélgetéseim a Színésznővel, Botrányos mese, Ivargyöngy, Kicsi arcú ember, Mókolók, Píterem, Ricsi, Tiltott terület
Tévéfilm:
Szentek és bolondok (2002, forgatókönyv Krúdy művek nyomán, rendező: Zilahy Tamás)